# Rantosaari (ö i Mellersta Finland)
Rantosaari är en ö i Finland. Den ligger i sjön Sahrajärvi och Pienvesi och i kommunerna Muldia och Urais och landskapet  Mellersta Finland, i den centrala delen av landet, 260 km norr om huvudstaden Helsingfors. Öns area är 0,3 hektar och dess största längd är 70 meter i sydöst-nordvästlig riktning.